# 2605-ös mellékút (Magyarország)
A 2605-ös számú mellékút egy bő 24 kilométeres hosszúságú, négy számjegyű országos közút Borsod-Abaúj-Zemplén vármegye északi részén. Teljes hosszában a Szuha-patak völgyében halad.

## Nyomvonala
A 2601-es útból ágazik ki, annak 13,400-as kilométerszelvénye előtt nem sokkal, Zádorfalva lakott területének délkeleti csücskénél, települési neve nincs. Délkelet felé indul, ugyanott ágazik ki északnyugat felé a 2601-es útból a 26 102-es út is, Szuhafő felé.
Alsószuha az első, útjába eső település, ennek központját a 2. kilométere közelében éri el. A 6. kilométerénél éri el Dövény, majd a 9. kilométerénél Jákfalva településeket. 11. kilométerénél érkezik Felsőnyárádra, itt keresztezi a 2603-as utat, annak körülbelül a 8,150-es kilométerszelvényénél. A 14. kilométere közelében halad át az út Kurityán községen, majd a 18.-nál Szuhakálló központjába érkezik.
Ott torkollik bele dél felől a 2604-es út, majd alig 150 méterrel arrébb, már Múcsony területén ágazik ki a 26 305-ös út. (Szuhakálló és Múcsony községek itt, Alberttelepnél teljesen összeépültek.) Méterekkel ezután keresztezi az út az egykori Kazincbarcika–Rudolftelep-vasútvonal nyomvonalát, majd a 18,300-as kilométerszelvényénél beletorkollik a 2609-es út, utána pedig, Múcsony déli részén, a 19,300-as kilométerszelvény közelében beletorkollik a 2606-os út is.
A 27-es főútba torkollva ér véget, annak az 5,700-as kilométerszelvénye közelében, Múcsony, Sajószentpéter és Edelény hármashatárához nagyon közel, de már épp edelényi területen. Teljes hossza az országos közutak térképes nyilvántartását szolgáló kira.gov.hu adatbázisa szerint 24,239 kilométer.

## Települések az út mentén
- Zádorfalva
- Alsószuha
- Dövény
- Jákfalva
- Felsőnyárád
- Kurityán
- Szuhakálló
- Múcsony
- Edelény